# John B. Mansbridge
Pour les articles homonymes, voir Mansbridge.
John B. Mansbridge (Comté de Jackson (Dakota du Sud), 20 mars 1917 – La Quinta (Californie), 11 janvier 2016), est un directeur artistique américain. Son travail a été récompensé par deux Oscar des meilleurs décors,.

## Biographie
John B. Mansbridge est né le 20 mars 1917 dans le Comté de Jackson (Dakota du Sud). Il fait ses études à l'Université de Californie du Sud (USC) et son intérêt pour l'art l'amène à suivre une formation au Beaux-Arts Institute of Design (en) de New York dans le domaine de l'architecture. Il commence sa carrière cinématographique en 1935 comme coursier chez RKO Pictures. Par la suite il travaille à la fois pour RKO, Fox, Paramount et Warner Bros. comme chef décorateur. En 1956-1957, il participe à la série télévisée Les Aventures de Superman et à son premier long métrage Tension à Rock City (1956).
Entre 1958 et 1960, les studios Disney font appel à lui pour plusieurs films mais ne l'engagent définitivement qu'en 1962. Au début des années 1960, le studio Disney engage John Mansbridge pour construire à l'arrière du studio de Burbank, à l'est, un ensemble de décors permanents comprenant une rue résidentielle des années 1920, une place de centre-ville et une rue de style western. Son premier crédit chez Disney est L'Incroyable Randonnée,  film sorti en 1963. Son premier téléfilm est Johnny Shiloh (1963) et son premier long métrage est Calloway le trappeur (1965).
En 1968, il est nommé directeur du département artistique de de Disney malgré la petite taille du service, l'une des plus petites d'Hollywood, avec cinq rédacteurs et deux artistes d'esquisses. A la fin des années 1970, il participe à la production du film Le Trou noir (1979) avec son assistant Al Roelofs.

## Filmographie
- 1956 : Glory
- 1956 : Tension à Rock City
- 1957 : Mon père, cet étranger
- 1957 : Un pigeon qui pige
- 1957 : Porte de Chine
- 1957 : Quarante tueurs
- 1958 : Ambush at Cimarron Pass
- 1958 : Showdown at Boot Hill
- 1958 : Gang War
- 1958 : Sierra Baron
- 1958 : Villa!!
- 1959 : Alaska Passage
- 1959 : Ordres secrets aux espions nazis (Verboten!)
- 1959 : Little Savage
- 1959 : Here Come the Jets
- 1959 : The Miracle of the Hills
- 1959 : The Alligator People (en)
- 1959 : Le Retour de la mouche
- 1959 : Les Comanches passent à l'attaque
- 1959 : Five Gates to Hell
- 1959 : Bagarre au-dessus de l'Atlantique (Jet Over the Atlantic)
- 1959 : The Rookie : Le Flic de Los Angeles
- 1960 : Allo ! L'assassin vous parle
- 1960 : Twelve Hours to Kill
- 1960 : Young Jesse James
- 1960 : Desire in the Dust
- 1960 : Tess of the Storm Country
- 1961 : The Long Rope
- 1961 : Sniper's Ridge
- 1961 : Hurle à la mort
- 1961 : 20,000 Eyes
- 1961 : La Bataille de Bloody Beach
- 1961 : The Little Shepherd of Kingdom Come
- 1961 : The Two Little Bears
- 1961 : The Purple Hills (en) de Maury Dexter

### Chez Disney
- 1963 : L'Incroyable Randonnée
- 1963 : Johnny Shiloh (téléfilm)
- 1965 : Calloway le trappeur
- 1965-1966 : Gallegher (série TV)
- 1967 : Rentrez chez vous, les singes !
- 1967 : L'Honorable Griffin
- 1967 : Le Plus Heureux des milliardaires
- 1968 : Le Fantôme de Barbe-Noire
- 1968 : Frissons garantis
- 1968 : Le Cheval aux sabots d'or
- 1968 : Un amour de Coccinelle
- 1969 : Smith !
- 1969 : Un raton nommé Rascal
- 1969 : L'Ordinateur en folie
- 1970 : Le Pays sauvage
- 1971 : Un singulier directeur
- 1971 : Scandalous John
- 1971 : La Cane aux œufs d'or
- 1971 : L'Apprentie sorcière
- 1972 : Les Aventures de Pot-au-Feu
- 1972 : Napoléon et Samantha
- 1972 : Pas vu, pas pris
- 1972 : 3 Étoiles, 36 Chandelles
- 1973 : Nanou, fils de la Jungle
- 1973 : Charley et l'Ange
- 1973 : Un petit Indien
- 1974 : Superdad
- 1974 : Le Nouvel Amour de Coccinelle
- 1974 : Mes amis les ours
- 1974 : Un cowboy à Hawaï
- 1974 : L'Île sur le toit du monde
- 1975 : L'Homme le plus fort du monde
- 1975 : La Montagne ensorcelée
- 1975 : Le Gang des chaussons aux pommes
- 1976 : La Folle Escapade (No Deposit, No Return)
- 1976 : Le Trésor de Matacumba
- 1976 : Gus
- 1976 : Un candidat au poil
- 1976 : Un vendredi dingue, dingue, dingue
- 1977 : La Coccinelle à Monte-Carlo
- 1977 : Peter et Elliott le dragon
- 1978 : Les Visiteurs d'un autre monde
- 1978 : Le Chat qui vient de l'espace
- 1979 : Le Retour du gang des chaussons aux pommes
- 1980 : Le Trou noir
- 1980 : La Coccinelle à Mexico
- 1980 : Le Dernier Vol de l'arche de Noé
- 1981 : Max et le Diable
- 1982 : Tron
- 1982 : Tex
- 1983 : Meurtres à Malte
- 1983 : La Foire des ténèbres
- 1984 : Frankenweenie
- 1984 : Les Aventuriers de la 4e dimension